# Vergies
Vergies est une commune française située dans le département de la Somme, en région Hauts-de-France.

## Géographie

### Localisation
Vergies est un village picard du Vimeu.
À vol d'oiseau, la localité est située à 6 km au sud-est de Oisemont, 8 km au sud-ouest d'Airaines, 19 km au sud d'Abbeville et à 32 km à l'ouest d'Amiens.
Le territoire de la commune est limitrophe de ceux de six communes.
Les communes limitrophes sont Wiry-au-Mont, Allery, Épaumesnil, Fontaine-le-Sec, Frettecuisse et Heucourt-Croquoison.

### Géologie, hydrologie
Sous la terre végétale se trouvent des couches de marne. Le sol est de formation crétacée.
Le niveau de la nappe d'eau la plus élevée se trouve de 55 à 78 mètres au-dessus du niveau de la mer, dans la craie.

### Hydrographie
La commune est située dans le bassin Artois-Picardie. Elle n'est drainée par aucun cours d'eau.

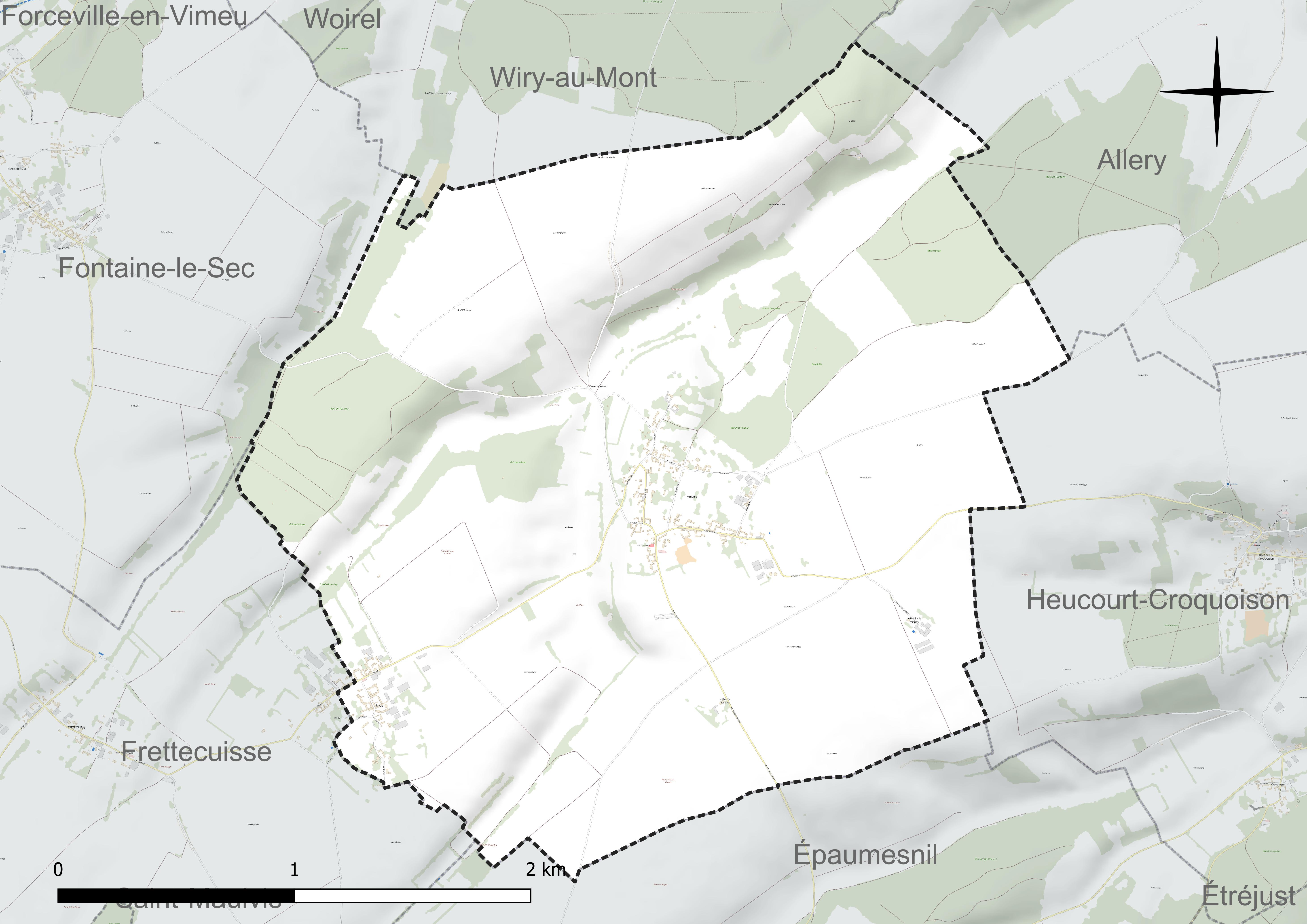
Réseau hydrographique de Vergies.

### Climat
Pour des articles plus généraux, voir Climat des Hauts-de-France et Climat de la Somme.
En 2010, le climat de la commune est de type climat océanique altéré, selon une étude du CNRS s'appuyant sur une série de données couvrant la période 1971-2000. En 2020, Météo-France publie une typologie des climats de la France métropolitaine dans laquelle la commune est exposée à un climat océanique et est dans la région climatique Côtes de la Manche orientale, caractérisée par un faible ensoleillement (1 550 h/an) ; forte humidité de l'air (plus de 20 h/jour avec humidité relative > 80 % en hiver), vents forts fréquents.
Pour la période 1971-2000, la température annuelle moyenne est de 10,1 °C, avec une amplitude thermique annuelle de 13,6 °C. Le cumul annuel moyen de précipitations est de 800 mm, avec 13 jours de précipitations en janvier et 8,8 jours en juillet. Pour la période 1991-2020, la température moyenne annuelle observée sur la station météorologique la plus proche, située sur la commune d'Oisemont à 6 km à vol d'oiseau, est de 11,1 °C et le cumul annuel moyen de précipitations est de 801,4 mm,. Pour l'avenir, les paramètres climatiques de la commune estimés pour 2050 selon différents scénarios d'émission de gaz à effet de serre sont consultables sur un site dédié publié par Météo-France en novembre 2022.

## Urbanisme

### Typologie
Au 1er janvier 2024, Vergies est catégorisée commune rurale à habitat dispersé, selon la nouvelle grille communale de densité à sept niveaux définie par l'Insee en 2022.
Elle est située hors unité urbaine. Par ailleurs la commune fait partie de l'aire d'attraction d'Amiens, dont elle est une commune de la couronne,. Cette aire, qui regroupe 369 communes, est catégorisée dans les aires de 200 000 à moins de 700 000 habitants,.

### Occupation des sols
L'occupation des sols de la commune, telle qu'elle ressort de la base de données européenne d'occupation biophysique des sols Corine Land Cover (CLC), est marquée par l'importance des territoires agricoles (79,3 % en 2018), une proportion sensiblement équivalente à celle de 1990 (79,5 %). La répartition détaillée en 2018 est la suivante : 
terres arables (64,8 %), forêts (17,3 %), prairies (9,6 %), zones agricoles hétérogènes (4,9 %), zones urbanisées (3,4 %). L'évolution de l'occupation des sols de la commune et de ses infrastructures peut être observée sur les différentes représentations cartographiques du territoire : la carte de Cassini (XVIIIe siècle), la carte d'état-major (1820-1866) et les cartes ou photos aériennes de l'IGN pour la période actuelle (1950 à aujourd'hui).

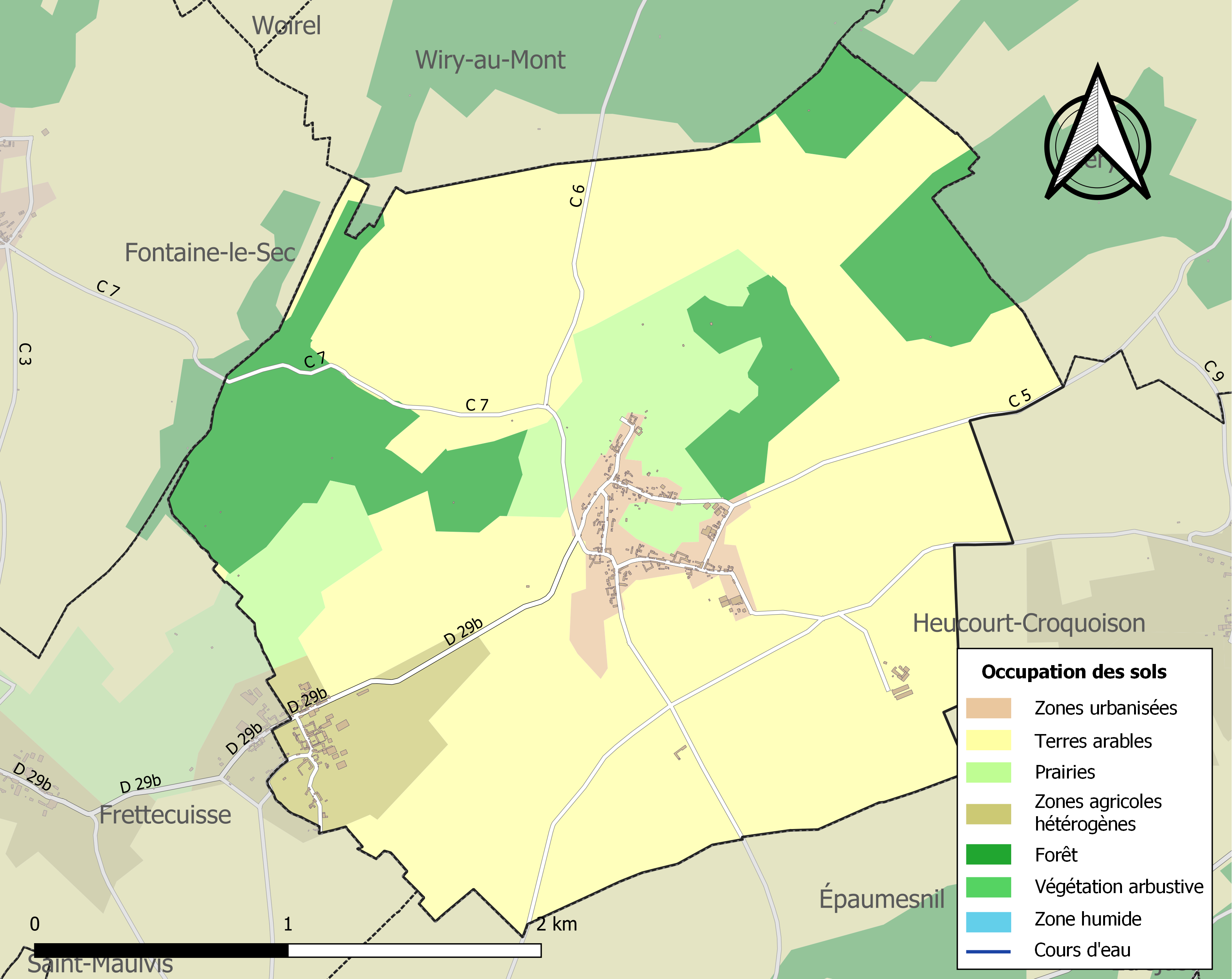
Carte des infrastructures et de l'occupation des sols de la commune en 2018 (CLC).

## Toponymie
On trouve : Verrisii (1180, cartulaire de Selincourt), Werchii, Verrejies, Vergie-le-Fay, Vergis-les-Faye.
Le Fay est une dépendance de Vergies, attesté sous les formes Fai-Vergies (1757) ; Le Fay (1761) ; Fay 1763) ; Fay-Vergies (1764) ; Fay-Vergie (1778) ; Fay-Vergi (1778) ; Faye (1778) ; Fay-lez-Vergies (1781).

Le Fay évoque un lieu planté de hêtres, du nom de cet arbre en Picardie.

## Histoire
Le plus ancien seigneur connu est Bernard de Vergies, prêtre d'avant le XIIe siècle. Foulques Guyon d'Airaines possède une partie de la terre en 1180.
Un château-fort existait à Vergies au XIIe siècle. Il fut complètement détruit au XVe siècle. Sa motte existe encore.
Du IXe au XVIe siècle, le village dépend de l'élection d'Abbeville, bailliage d'Airaines et d'Arguel. La seigneurie relève de Quesnoy-sur-Airaines et consiste en douze livres de censives à prendre sur quinze maisons à Vergies et un petit champart.
Au milieu du XIVe siècle, Le Fay est séparé en deux fiefs : celui de Frettecuisse et celui de Vergies.
Les coutumes locales sont rédigées en 1507. La nomination de la cure appartient au prieur de Laleu.
Les cahiers de doléances de la commune, rédigés en 1789, sont consultables sur le site des archives départementales, p. 443 à p. 448.
Un incendie considérable a détruit une grande partie du village en 1789.
À la fin du XIXe siècle, le village compte deux moulins à vent et un alambic ambulant.
Vergies comprend alors un hameau : Le Fay. Ce hameau est lui-même partagé entre les deux communes de Vergies et Frettecuisse.
Le Fay-Frettecuisse a 66 habitants en 1899. Sa jumelle, Le Fay-Vergies a, en commun avec elle, une chapelle et une école en 1899.
Les annexes du moulin Trincart et du moulin de Vergies comptent chacune cinq habitants en 1933.
Le village a connu jusqu'à la fin des années 1940, début des années 1950, une importante activité de fabrication de toile de jute  activité tenue par la famille Facquet - Beuvin. Les bâtiments leur servent maintenant de demeure.

### Les Templiers
Une ancienne ferme seigneuriale issue des Templiers, la ferme du Val au puits, est aujourd'hui disparue.

### Seconde Guerre mondiale
Un avion allié est abattu par les Allemands. Trois aviateurs trouvent la mort. Ils reposent dans le cimetière.

## Politique et administration

### Rattachements administratifs et électoraux
La commune se trouvait jusqu'en 2009 dans l'arrondissement d'Amiens du département de la Somme. De 2009 à 2016, elle est intégrée à l'arrondissement d'Abbeville, avant de réintégrer le 1er janvier 2017 l'arrondissement d'Amiens. Pour l'élection des députés, elle fait partie depuis 2012 de la troisième circonscription de la Somme.
Elle faisait partie depuis 1793 du canton d'Oisemont. Dans le cadre du redécoupage cantonal de 2014 en France, la commune est intégrée au canton de Poix-de-Picardie.

### Intercommunalité
La commune était membre de la petite communauté de communes de la Région d'Oisemont (CCRO), créée au 1er janvier 1995.
Dans le cadre des dispositions de la loi portant nouvelle organisation territoriale de la République du 7 août 2015, qui prévoit que les établissements publics de coopération intercommunale (EPCI) à fiscalité propre doivent avoir un minimum de 15 000 habitants, la préfète de la Somme propose en octobre 2015 un projet de nouveau schéma départemental de coopération intercommunale (SDCI) qui prévoit la réduction de 28 à 16 du nombre des intercommunalités à fiscalité propre du département.
Ce projet prévoit la « fusion des communautés de communes du Sud-Ouest Amiénois, du Contynois et de la région d'Oisemont », le nouvel ensemble de 37 412 habitants regroupant 120 communes,. À la suite de l'avis favorable de la commission départementale de coopération intercommunale en janvier 2016, la préfecture sollicite l'avis formel des conseils municipaux et communautaires concernés en vue de la mise en œuvre de la fusion.
La communauté de communes Somme Sud-Ouest (CC2SO), dont est désormais membre la commune, est ainsi créée au 1er janvier 2017.

### Liste des maires
| Période                                  | Période                       | Identité               | Étiquette | Qualité |
| ---------------------------------------- | ----------------------------- | ---------------------- | --------- | --- |
| Les données manquantes sont à compléter. |                               |                        |           | |
|                                          |                               | Louis de Saint-Germain |           | En fonction en 1933                                                                                         |
|                                          |                               | André Boucher          |           | En fonction en 1945                                                                                         |
| Les données manquantes sont à compléter. |                               |                        |           | |
|                                          |                               | Guy Durand             |           | |
|                                          |                               | Jean-Luc Facquet       |           | Agriculteur                                                                                                 |
|                                          | mars 2001                     | Oliveira               |           | Agriculteur                                                                                                 |
| mars 2001                                | 2014                          | Jean-Luc Facquet       |           | Agriculteur                                                                                                 |
| 2014                                     | En cours (au 13 juillet 2020) | Xavier Lenglet         |           | Vice-président de la CCRO (2014 → 2016) Vice-président de la CC2SO (2017 → ) Réélu pour le mandat 2020-2026 |

## Population et société

### Démographie
L'évolution du nombre d'habitants est connue à travers les recensements de la population effectués dans la commune depuis 1793. Pour les communes de moins de 10 000 habitants, une enquête de recensement portant sur toute la population est réalisée tous les cinq ans, les populations de référence des années intermédiaires étant quant à elles estimées par interpolation ou extrapolation. Pour la commune, le premier recensement exhaustif entrant dans le cadre du nouveau dispositif a été réalisé en 2004.

En 2022, la commune comptait 178 habitants, en évolution de +12,66 % par rapport à 2016 (Somme : −1,26 %, France hors Mayotte : +2,11 %).
| 1793 | 1800 | 1806 | 1821 | 1831 | 1836 | 1841 | 1846 | 1851 |
| ---- | ---- | ---- | ---- | ---- | ---- | ---- | ---- | ---- |
| 629  | 588  | 646  | 623  | 638  | 642  | 620  | 633  | 615  |

| 1856 | 1861 | 1866 | 1872 | 1876 | 1881 | 1886 | 1891 | 1896 |
| ---- | ---- | ---- | ---- | ---- | ---- | ---- | ---- | ---- |
| 568  | 569  | 555  | 506  | 473  | 443  | 456  | 422  | 378  |

| 1901 | 1906 | 1911 | 1921 | 1926 | 1931 | 1936 | 1946 | 1954 |
| ---- | ---- | ---- | ---- | ---- | ---- | ---- | ---- | ---- |
| 371  | 333  | 315  | 270  | 243  | 261  | 247  | 213  | 202  |

| 1962 | 1968 | 1975 | 1982 | 1990 | 1999 | 2004 | 2006 | 2009 |
| ---- | ---- | ---- | ---- | ---- | ---- | ---- | ---- | ---- |
| 213  | 203  | 199  | 192  | 153  | 151  | 189  | 191  | 190  |

| 2014 | 2019 | 2022 | - | - | - | - | - | - |
| ---- | ---- | ---- | - | - | - | - | - | - |
| 163  | 173  | 178  | - | - | - | - | - | - |

### Enseignement
En matière d'enseignement élémentaire, les enfants du village relèvent du regroupement pédagogique concentré organisé à l'école publique d'Oisemont, destinée à accueillir 300 élèves. La compétence scolaire est mise en œuvre par la communauté de communes Somme Sud-Ouest.

## Culture locale et patrimoine

### Lieux et monuments
- L'église Notre-Dame-de-l'Assomption[44] ;
- la chapelle Saint-Hubert (ce saint, évêque du VIIIe siècle, est censé éloigner la rage)[45] ;
- la chapelle du Fay, construite en brique à la fin du XIXe siècle, à la suite d'un vœu de guérison ;
- les anciens puits communaux conservés au Fay et à Vergies ;
- la salle des fêtes, aménagée en 1989 dans une ancienne classe, derrière la mairie[22].

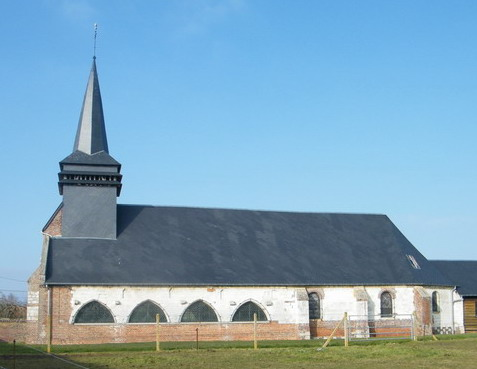
Vergies, l'église.
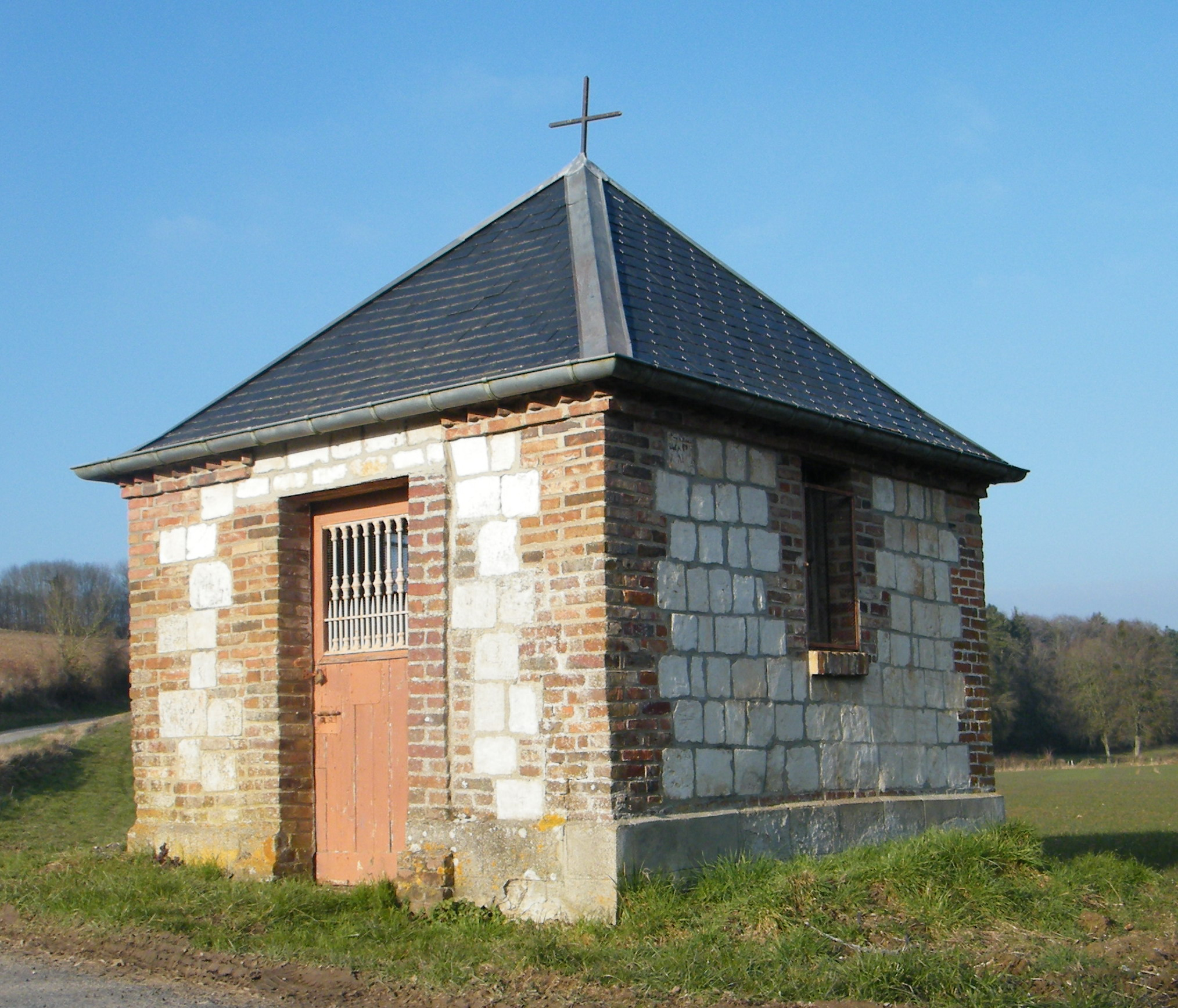
La chapelle Saint-Hubert à Vergies.
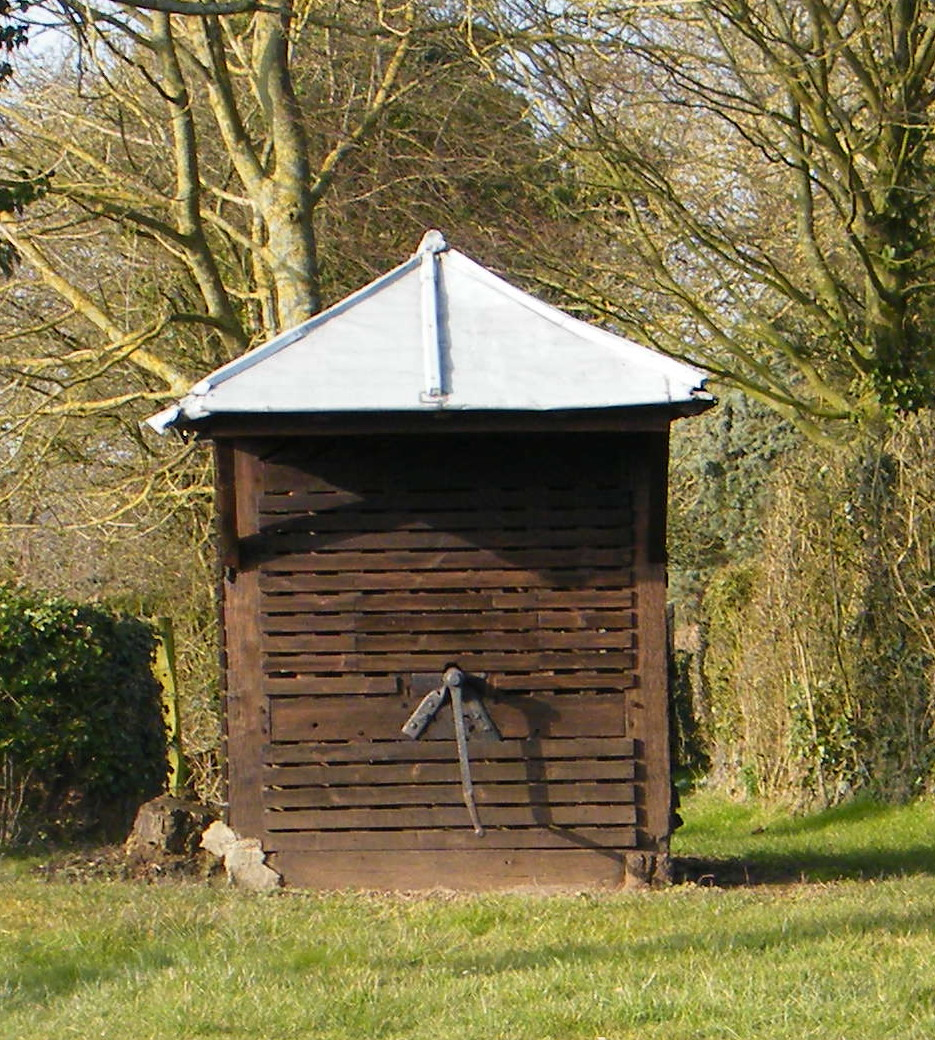
Vergies, le puits communal.
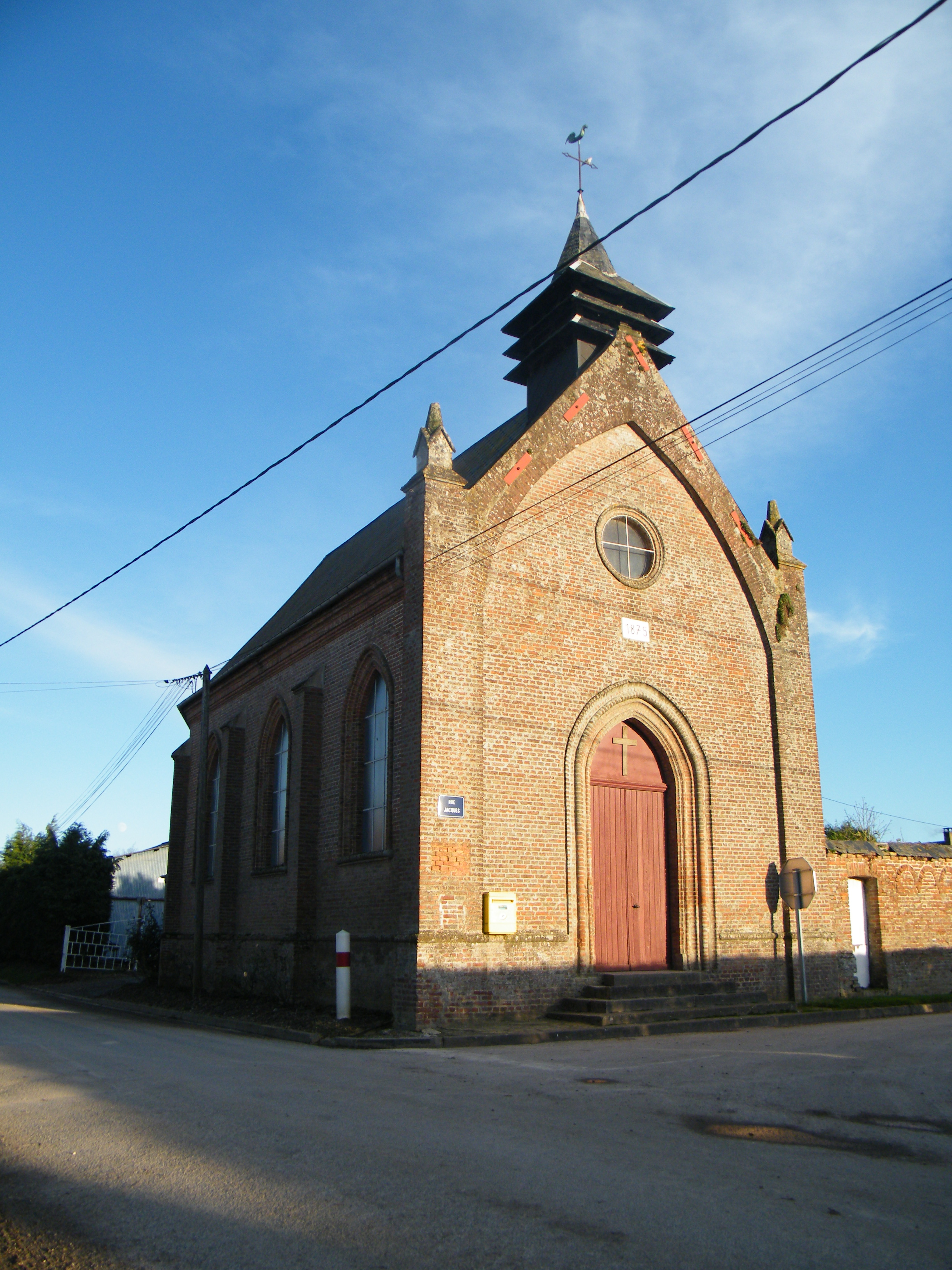
La chapelle du Fay.
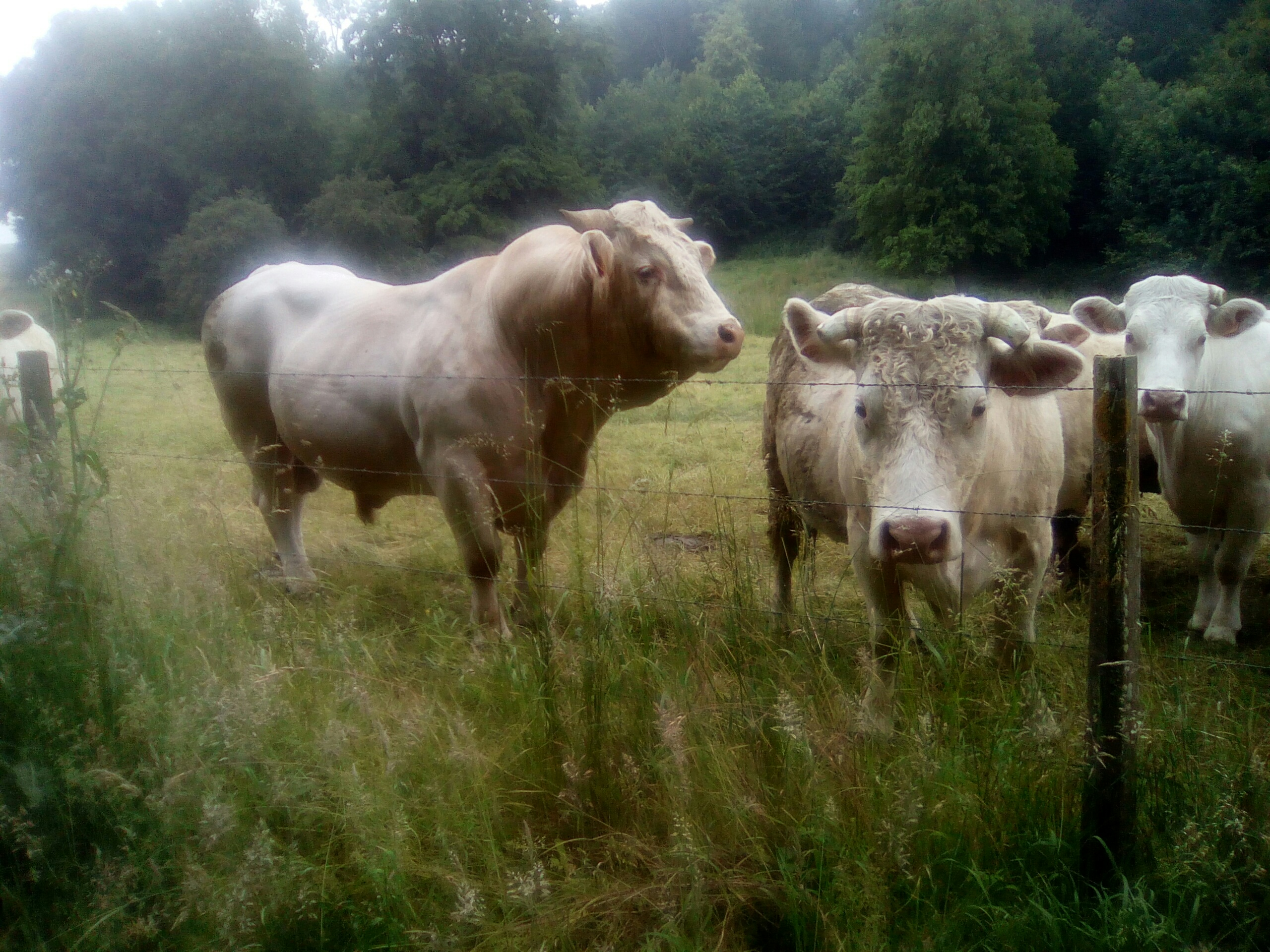
Élevage local.
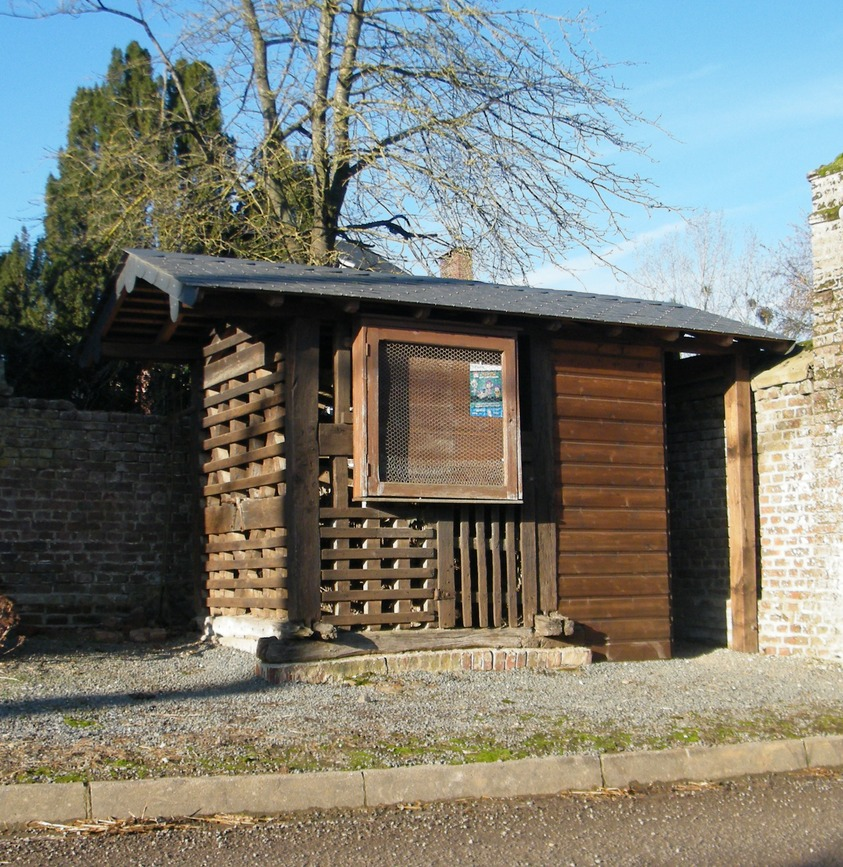
Puits - abri de bus au Fay-lès-Vergies.